# Vereniging Oudheidkamer Twente
De Vereniging Oudheidkamer Twente is een vereniging die zich inzet voor onderzoek naar de historie van de Nederlandse regio Twente. Doel van de oprichting in 1905 was het verzamelen en toegankelijk maken van de streekcultuur en geschiedenis, en het stimuleren van onderzoek en publicatie. Dit gebeurde aanvankelijk in nauwe samenwerking met het Rijksmuseum Twenthe. Nieuwe inzichten van het Rijk maakte die samenwerking rond 1993 onmogelijk. De vereniging ging samen met de Twentse Academie op in het Van Deinse Instituut, dat later onderdeel werd van museum de Twentse Welle. In 2007 besloot men weer als aparte vereniging verder te gaan, los van het museum. Wel bleef de collectie van de vereniging in bruikleen bij Twentse Welle. De vereniging kreeg in 2008 de beschikking over een eigen onderkomen aan de Stroinksbleekweg in Enschede.

## Historie
Op 28 oktober 1905 kwamen de heren H.B. Blijdenstein, J.J. van Deinse, J.H. van Heek en mr. G.J. ter Kuile in de Groote Societeit te Enschede bijeen om te praten over de oprichting van een vereniging, dat ten doel had om een oudheidkamer voor Twente te stichten. Aanleiding was het onderbrengen van een collectie oude munten van de familie Van Doorninck te Zwolle. Om gestalte te geven aan oprichting ervan werd een concept-reglement opgesteld: "door het oprichten, in stand houden, uitbreiden en algemeen toegankelijk stellen eener oudheidkamer te Enschede, belangstelling aan te kweeken voor al hetgeen van belang is voor de geschiedenis van land en volk van Overijssel, speciaal van Twente". Het karakter van de voorwerpen moest "een beeld geven van het leven en de zeden onzer voorvaderen".